# Kampania wyborcza
Kampania wyborcza – etap wyborów, w którym za pomocą różnorodnych środków i działań (organizacyjnych, finansowych oraz reklamowych) komitety wyborcze promują wśród wyborców swoich kandydatów (polityk lub partia polityczna) i programy wyborcze wykorzystując ogół środków masowego przekazu (plakaty, reklamy telewizyjne, radiowe, prasowe, wiece, spotkania z wyborcami), tak by pozyskać głos wyborcy na promowaną osobę lub partię. Działaniami takimi mogą zajmować się specjaliści od marketingu politycznego.

## Historia rozwoju kampanii wyborczej

### Premodernizacyjna
Kampanie lat 60. do 70. XX wieku charakteryzowały się wysokim stopniem decentralizacji działań i niskim stopniem przygotowania – telewizja dopiero zyskiwała na znaczeniu. Partie masowe poświęcały dużo czasu na realizację założeń, co wiązało się z brakiem koordynacji przedsięwzięć poszczególnych sztabów (tzw. labour intensive campaign). Główną formą pozyskania wyborców był kontakt bezpośredni (door-to-door).

### Modernizacyjna
Lata 70. i 80. to okres kampanii, w których działania były już skoordynowane i dobrze przygotowane technicznie i organizacyjnie. Na szeroką skalę wykorzystywano środki masowego przekazu, przy czym strategicznym środkiem była telewizja. Działania stały się bardzo kapitałochłonne (tzw. capital intensive campaign). To również okres powstawania profesjonalnych sztabów wyborczych i agencji zajmujących się marketingiem politycznym.

### Postmodernizacyjna
Początek lat 90. zaowocował rozwojem technologii telekomunikacyjnych, które zostały zaadaptowane na potrzeby prowadzenia kampanii wyborczych. Popularne stały się telefoniczne badania rynku służące segmentacji wyborców, a kampanie przybrały charakter permanentnych. Równocześnie nastąpiła decentralizacja działań, skupienie się na pojedynczym obywatelu (indywidualizacja kampanii).

## Rodzaje kampanii wyborczych
Wybór odpowiedniej metody prowadzenia kampanii wyborczej zależy od cech osobowych kandydata. Równie ważne jest, z jakiej partii startuje kandydat, mianowicie czy jest to partia konserwatywna, liberalna, lewicowa, czy dana partia była w kończącej się kadencji w rządzie czy w opozycji. Inną taktykę prowadzenia kampanii wybierze także kandydat, który chce pozostać niezależny. Warto podkreślić, że istotne jest również to, czy kandydat ma już doświadczenie i zaplecze polityczne, czy wręcz przeciwnie, dopiero debiutuje w polityce.
Z punktu widzenia powyższych rozważań w marketingu politycznym wyróżnia się 4 następujące taktyki prowadzenia kampanii wyborczych:
1) Kampania bezpośrednia – kandydat lub osoba go reprezentująca spotyka się bezpośrednio z wyborcą „twarzą w twarz”. Do tego typu metod należą między innymi: odwiedziny wyborcy w domu; festyny, wizyty wyborcze. Stosuje tę taktykę przeważnie w kampanii samorządowej, rzadziej jednak również w parlamentarnej. Zaletą kampanii bezpośredniej jest niski nakład finansowy. Potrzebna jest tylko dobrze zorganizowana grupa wolontariuszy i dobra wola samego kandydata.
2) Kampania pośrednia – taktyka ta wykorzystuje dotarcie do wyborcy za pośrednictwem mediów (prasa, radio, TV, Internet). Metoda ta skuteczna jest w wyborach parlamentarnych, ponieważ mamy do czynienia z większymi (niż ma to miejsce w kampanii samorządowej) okręgami wyborczymi. Wadą natomiast tej taktyki są spore koszty finansowe, które kandydat musi ponieść, w przypadku opłacania reklam, spotów, plakatów czy ogłoszeń wyborczych.
3) Kampania ukierunkowana – polega na przekazie ukierunkowanym, czyli adresowaniu „treści wyborczych” nie do wszystkich wyborców, ale tylko do wybranych grup np:
- osoby zamieszkujące konkretne osiedle,
- młodzież (ucząca się lub poszukująca pracy),
- osoby starsze (emeryci)
- konkretne branża zawodowa: nauczyciele, górnicy, policjanci.

Pozwala ona dotrzeć do konkretnego odbiorcy, jak również co najważniejsze dostosować temat przekazu do konkretnych potrzeb danej grupy społecznej. Wadą kampanii ukierunkowanej jest jej pracochłonność, jednak jest ona bardzo skuteczna.
4) Kampania negatywna – taktyka polega na dyskredytacji przeciwnika politycznego oraz podważanie jego wiarygodności w oczach wyborców. Tego rodzaju taktyka zakłada atak na cechy osobowe kontrkandydata, jego zachowanie lub na głoszone przez niego poglądy. Zdarza się również, że często porusza się publicznie sprawy prywatne kontrkandydata i jego rodzinę, przedstawiając ją w negatywnym świetle.

## Taktyki manipulacyjne stosowane w kampaniach wyborczych
W latach trzydziestych XX wieku w Instytucie Analiz Propagandy Uniwersytetu Columbia w Stanach Zjednoczonych opracowano listę chwytów propagandowych. W większości pokrywają się one z zawartymi w Erystyce spostrzeżeniami A. Schopenchauera, jednak wnoszą do technik manipulacyjnych i nowe elementy. Zyskały uznanie jako klasyczne w komunikacji masowej, w reklamie i całej sferze public relations. Oto najistotniejsze:
- Efekt aureoli – sytuacja, w której dostrzeżenie jednej pozytywnej cechy przedstawianego podmiotu powoduje przypisywanie mu, nieraz niezasłużenie, kolejnych cech pozytywnych.Np. Jeżeli ktoś jest ładny, to uznajemy, że jest również inteligentny, uczciwy, pracowity itp.
- Efekt bumerangu – to efekt przeciwstawny do oczekiwanego. Powstały w wyniku nieumiejętnego działania perswazyjnego. Zazwyczaj doprowadza do wzmocnienia postaw, które chciało się zmienić, oraz do wzbudzenia niechęci lub nawet wrogości wobec źródła propagandy lub reklamy[5].
- Efekt diabelski – sytuacja, w której dostrzeżenie jednej negatywnej cechy przedstawianego podmiotu powoduje przypisywanie mu, nieraz niezasłużenie, kolejnych cech negatywnych. Ta taktyka jest analogiczna jak w przypadku efekt aureoli, z tym wyjątkiem, że działa ona w drugą stronę. Np. jeżeli ktoś chodzi źle ubrany, przypisuje mu się cechy człowieka leniwego, niechluja, dziwaka.
- Efekt Lucyfera – przemiana charakteru człowieka z dobrego na zły (ze szczodrego na skąpca.)
- Efekt odbitego blasku – jest to „kąpanie” się w czyjejś sławie bądź popularności, w celu promowania własnej osoby i podnoszenia własnego prestiżu. Autorytetami takimi mogą być: aktorzy, sportowcy, ludzie mediów, lekarze, politycy, naukowcy i społecznicy[6]. Np. jest to wspólne robienie sobie zdjęć z bardziej znanymi politykami czy samorządowcami i umieszczanie go na materiałach wyborczych co na celu ma pokazać poparcie danego autorytetu.
- Efekt Ottingera (Ottinger’s effect) – jest to tworzenie wizerunku „na siłę”, wizerunku sfałszowanego. Dodawane są danym kandydatom umiejętności, których tak naprawdę nie posiadają. Przykład: Richard L. Ottinger(inne języki), z ramienia Partii Demokratycznej, stanął do walki o fotel senatora USA. Specjaliści od wizerunku, stworzyli w mediach jego sylwetkę jako energicznego mówcę, doskonałego organizatora i świetnego polityka – osoby godnej bycia mężem stanu. Jednak podczas spotkań na żywo z kontrkandydatami oraz samymi wyborcami okazało się, że R.L. Ottinger w rzeczywistości nie jest zbyt pewny siebie, apatyczny i w dodatku słabo radzi sobie z wystąpieniami publicznymi. W rezultacie rywalizację o miejsce w senacie przegrał[7].
- Efekt pierwszej bramki – termin ten odnosi się przede wszystkim do psychologii sportu. Oznacza on tyle, że drużyna, która pierwsza straciła bramkę, gra gorzej, ponieważ wie, że przegrywa i musi odrabiać straty. W polityce taką sytuację można zaobserwować, w przypadku II tury, np. wyborów prezydenckich. Sztab wyborczy kandydata, który w I turze uzyskał gorszy wynik, w dalszej części kampanii będzie pracować gorzej, ponieważ nie widzą szans na wygraną ich kandydata. Odwrotnie rzecz na się w przypadku sztabu zwycięskiego w I turze wyborów, ten natomiast pracuje z większą wiarą w zwycięstwo.
- Efekt uporczywości – polega na utrzymywaniu się społecznych przekonań o otaczającym świecie, nawet w przypadku kiedy poszczególne dane podważają ich racje. Np pewna grupa osób uważa, że poziom bezrobocia wynosi 10%, gdy dane podają, że wynosi on 15%.

## Kampania wyborcza w mediach

### Media publiczne
Ustawodawstwo medialne w Polsce przewiduje dostęp do publicznych środków przekazu dla polityków bez względu na opcję polityczną, ubiegających się o mandat posła lub senatora. Kampania wyborcza dotyczy także wyborów prezydenckich, a także wyborów do Parlamentu Europejskiego. Równe prawo do bezpłatnych bloków wyborczych na antenie programów: pierwszego, drugiego i trzeciego Polskiego Radia oraz w Polskim Radiu BIS, a także na antenie programu pierwszego i drugiego Telewizji Polskiej, w rozszczepieniu lokalnym TVP Regionalnej, oraz w audycjach jednostek lokalnych radiofonii publicznej, mają wszyscy kandydaci i opcje polityczne. Emisja bezpłatnych bloków wyborczych na antenach programów publicznej radiofonii i telewizji odznaczonymi słowem „Audycje komitetów wyborczych” rozpoczyna się na 15 dni przed dniem wyborów a kończy się ostatniego dnia kampanii wyborczej. Niedozwolona jest kampania wyborcza począwszy od 24 godzin przed dniem wyborów i podczas ich trwania, w czasie tzw. ciszy przedwyborczej. Ustawowo określony jest także powszechny dostęp polityków i partii politycznych do stałych programów publicystycznych mediów publicznych. Taki dostęp obowiązuje przez cały rok, bez względu na kalendarz wyborczy. Według ustawy medialnej na antenie Polskiego Radia Programu I prezentowana jest audycja „Debaty w Jedynce”, a w kanale informacyjnym TVP Info nadawany jest program „Forum” (wcześniej nadawany w programie 1 TVP). To właśnie te magazyny mają wypełniać misję równego dostępu wszystkich opcji politycznych do mediów publicznych. Jest tylko jedno obwarowanie, które spełnić muszą wszystkie partie. Do obu programów mogą być zaproszeni przedstawiciele tych partii, których poparcie przekroczyło w poprzedzających wyborach próg 3%.

### Media komercyjne
Zarówno w mediach komercyjnych, jak i mediach publicznych komitety wyborcze mogą wykupywać płatny czas antenowy i poświęcać go na reklamę swoich kandydatów na tych samych zasadach co komercyjni zleceniodawcy reklam.

## Kampania wyborcza w Polsce
Finansowanie kampanii wyborczej w Polsce jest jawne, a wydatki poniesione na nią przez partie polityczne są pokrywane z ich własnych funduszy. Komitet Wyborczy partii politycznej musi zdać sprawozdanie przed Państwową Komisją Wyborczą. Pieniądze przeznaczone na płatne ogłoszenia wyborcze w prasie oraz radiofonii i telewizji (zarówno prywatnej, jak i publicznej) nie mogą przekraczać 80% wydatków Komitetu Wyborczego. Ogłoszenia wyborcze realizowane na potrzeby bezpłatnych bloków wyborczych w ramach publicznej radiofonii i telewizji są realizowane na koszt ośrodków publicznej radiofonii i telewizji.
Kampania wyborcza rozpoczyna się formalnie z dniem ogłoszenia postanowienia o zarządzeniu wyborów i ulega zakończeniu na 24 godziny przed dniem wyborów. Praktycznie w Polsce trwa co najmniej trzy miesiące przed datą wyborów; mówi się wręcz, że kampania wyborcza (do następnych wyborów) zaczyna się w dzień po wyborach – wskazuje to, jak ważne są działania polityka przez cały jego okres kadencji.